# Albrecht Reum
Albrecht Reum (* 5. März 1860 in Camburg; † 4. Juli 1935 in Leipzig) war ein deutscher Romanist, Anglist und Lexikograph, der vor allem durch die Erarbeitung eines französischsprachigen Dictionnaire de Style und eines englischsprachigen Dictionary of Style bekannt wurde, die vielfache Auflagen erfuhren. Für ersteres Werk verlieh ihm der französische Staat den Titel eines Officier d’Académie (Offizier im Ordre des Palmes Académiques). Er war von 1916 bis 1925 Rektor der Nikolaischule Leipzig.

## Biographie

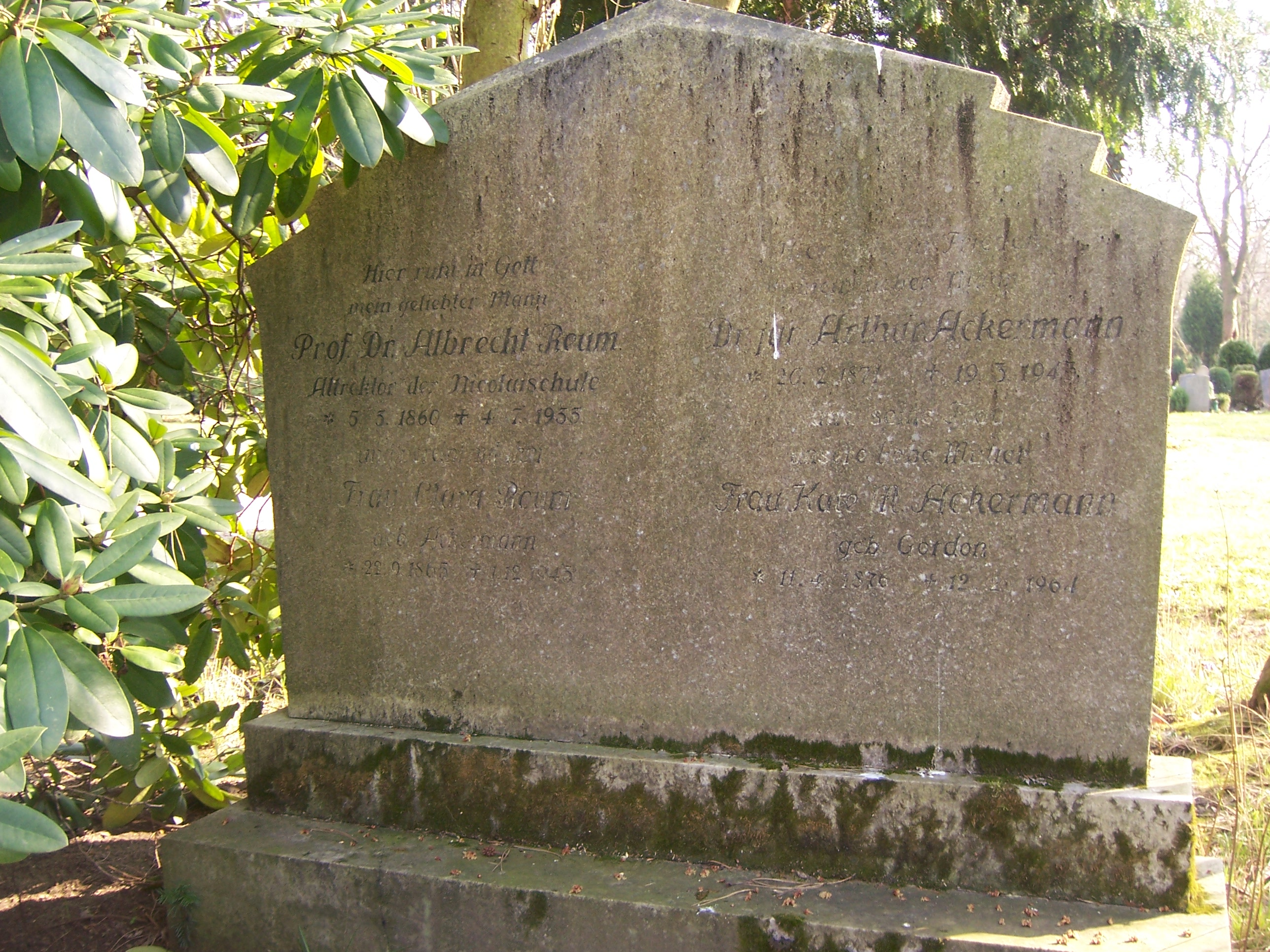
Grabstätte von Albrecht Reum auf dem Südfriedhof in Leipzig

Reum wurde am 5. März 1860 in Camburg als Sohn des Bürgerschullehrers Georg Adam Reum geboren, trat mit 13 Jahren in das Alumnat der Thomasschule zu Leipzig ein, wechselte Ostern 1879 in die Oberprima der damaligen Realschule in Zittau und bestand dort am 17. Februar 1880 die Reifeprüfung sowie Ostern 1880 die Reifeprüfung am humanistischen Gymnasium in Zittau. Nach Ableistung der Militärpflicht im IV. Infanterie-Regiment 103 in Bautzen studierte er von 1882 bis 1888 in Leipzig, Genf, Paris und London neuere Philologie. 1888 wurde er mit einer Dissertation zum Thema „De temporibus: ein echtes Werk des Abtes Aelfric“ promoviert. Nach langjähriger Lehrtätigkeit am Vitzthum-Gymnasium Dresden übertrug ihm der Rat der Stadt Leipzig im Jahre 1916 das Amt des Rektors der Nikolaischule, das er bis zum Erreichen der gesetzlich festgelegten Altersgrenze im Jahre 1925 innehatte.

## Wirken
Reums Dictionnaire de Style lässt sich als erstes umfassendes Kollokationswörterbuch nicht nur des Französischen bezeichnen. In akribischer Sammelarbeit, die auf eigener Sprachkenntnis und der Sichtung der Werke von französischen Autoren des 19. Jahrhunderts beruhte, gelang es Reum, den Reichtum französischer Wortverbindungen zu erfassen.

## Werke
- (mit Louis Chambille) Petit Dictionnaire de style à l'usage des Allemands. Guide-lexique de composition française. Weber, Leipzig 1910.
  - (Neubearbeitung von Henrik Becker) Kleines Französisch-Deutsches Stilwörterbuch. Petit dictionnaire de style à l'usage des Allemands. Bibliographisches Institut, Leipzig 1953. Werner Dausien, Hanau 1955.
- (mit A. H. J. Knight) A Dictionary of English Style. Weber, Leipzig 1931. 2. Auflage. Gottschalksche Verlagsbuchhandlung, Leverkusen 1955. 3. Auflage. Hueber, München 1961.

## Auszeichnungen
- 1913: Officier d’Académie